# Adam Czerniaków
Adam Czerniaków, né le 30 novembre 1880 et mort le 23 juillet 1942 à Varsovie, est un ingénieur et publiciste polonais d'origine juive, conseiller municipal de la ville de Varsovie et président du Conseil de la communauté juive de Varsovie. À la tête du Judenrat du ghetto de Varsovie, il tenta de limiter les déportations en collaborant avec les Nazis. Réalisant la nature et la dimension de la Solution Finale, il se suicida le 23 juillet 1942.

## Biographie
Adam Abram Czerniaków obtient le diplôme d'ingénieur en chimie à l'École polytechnique de Varsovie et un deuxième diplôme à la faculté industrielle de l'Université technique de Dresde. Il enseigne à l'école professionnelle de la Communauté juive de Varsovie. Il se considère à la fois Juif et Polonais, et se sent fortement concerné par les antagonismes entre ceux-ci, qui les empêchent de vivre ensemble alors qu'ils cohabitent. Il milite en faveur de l'indépendance de la Pologne, publie sur le rôle des Juifs dans la reconstruction du pays, ce qui lui vaut d'être emprisonné par la police russe en 1909.

### Activiste économique, éducatif et social
Czerniaków est l'un des coorganisateurs et le président de l'Union Centrale des Artisans Juifs créé en 1921. Les activités de cette association visent à défendre les intérêts des membres de l'association dans les chambres d'artisanat, les guildes, les assister juridiquement et à organiser le mouvement coopératif et les caisses d'épargne et de crédit. L'Union qui a son siège à Varsovie, 94.000 membres et 493 succursales dans toute la Pologne, publie les magazines Handwerker un Industri – Cajtung en 1925-1927 et Handwerker Cajtung en 1927-1938. L'Union soutient le parti Bloc des minorités nationales aux élections de 1928. En 1930 Czerniaków est élu sénateur pour le Bloc des minorités nationales mais n'a jamais exercé ce mandat.
Entre 1927 et 1934, Czerniaków est membre du conseil municipal de Varsovie et conseiller de la communauté juive de Varsovie. Il contribue de façon importante à l'expansion du musée de Mathias Bersohn, dont il sera plus tard curateur honoraire.
Il publie également des ouvrages savants, dont l'un sur les moteurs, intitulé Silniki wybuchowe (Moteurs à explosion) qui lui vaut un prix en 1919, Zniszczenia wojenne w Polsce (Dommages subis en Pologne lors de la guerre), et des travaux sur l'industrie du sucre, les boulangeries et de nombreux autres dans le domaine de la chimie pratique et d'industrie.

### La Seconde Guerre mondiale

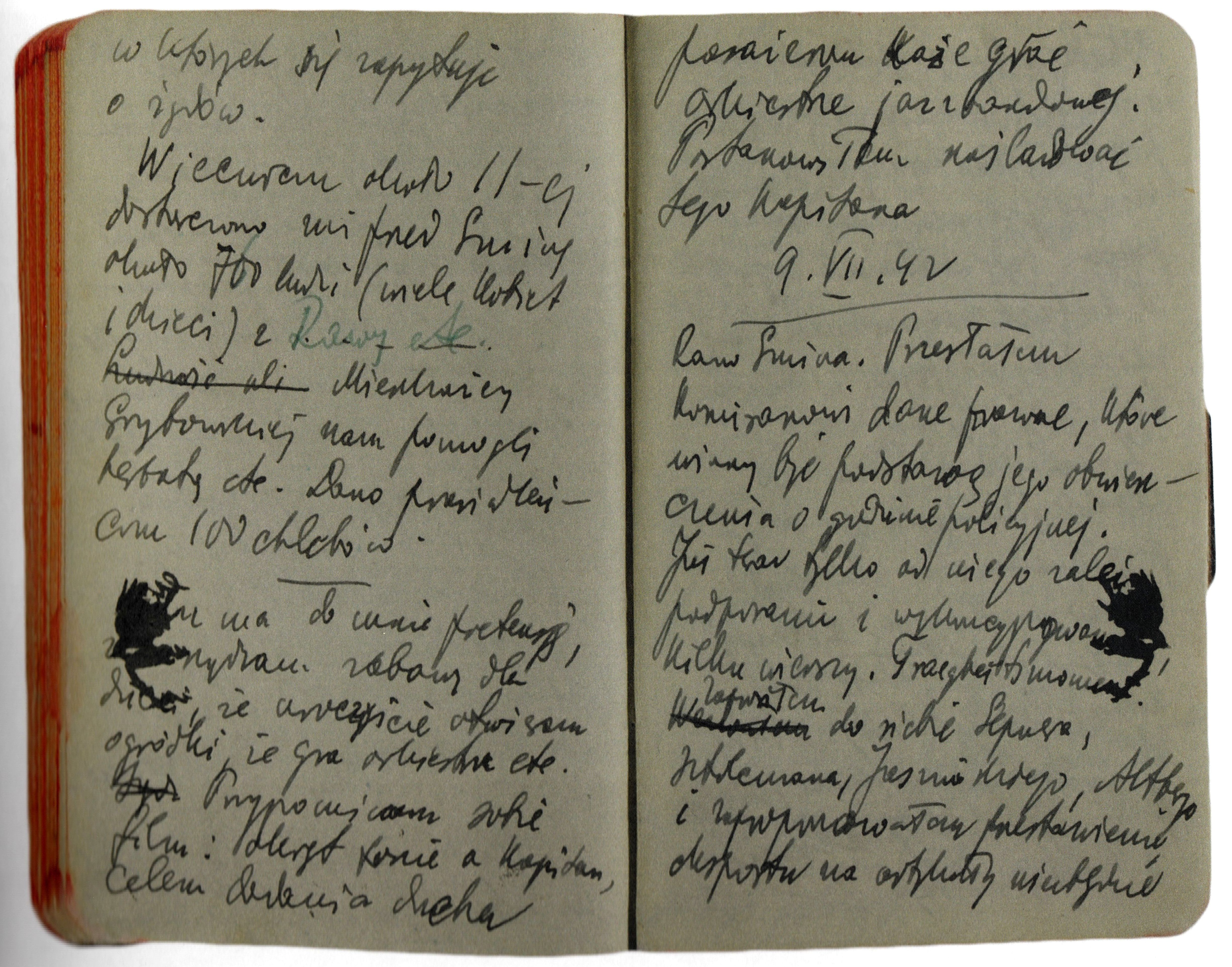
Deux pages de son journal.

Le 6 septembre 1939, Czerniaków commence un journal qu'il poursuivra jusqu'au jour de sa mort le 23 juillet 1942 : Carnets du ghetto de Varsovie. Il y consigne tous les jours, les démarches qu'il entreprend en tant que président du conseil juif de Varsovie auprès des autorités allemandes et tous les événements qui émaillent le martyre du ghetto.
Dès les premiers jours du conflit, Maurycy Mayzel, le président du Conseil de la communauté juive de la ville de Varsovie avant la guerre, s’enfuit en Volhynie. Le 22 septembre 1939, le maire de Varsovie Stefan Starzyński nomme à sa place Adam Czerniaków .

#### Judenrat
Le 28 novembre 1939, après la défaite polonaise et le début de l’occupation allemande, le gouverneur général Hans Frank donne l’ordre d’établir des Conseils juifs (en allemand : Judenrat) dans le Gouvernement général nouvellement créé. Leur fonction est de représenter la société juive au niveau local face aux autorités occupantes. En réalité, malgré une apparence d’autonomie, ces Conseils juifs doivent avant tout exécuter les ordres et répondre aux exigences des Allemands. Dans la Pologne occupée, environ 400 Conseils juifs sont créés, représentant des populations juives de taille très variée, de cinq cents à près de cinq cent mille personnes. Le 4 octobre 1939, les autorités occupantes confirment Adam Czerniaków dans son poste de président du Judenrat de Varsovie. Sur leurs ordres, Czerniaków présente 24 candidats pour former le Conseil des Anciens, qui doit remplacer le Conseil de la communauté juive d’avant-guerre.
Czerniaków s’efforce de composer le Judenrat de représentants des différentes tendances politiques et de personnes connues et investies d’une certaine autorité morale. L’occupant accepte la liste qu’il lui présente le 13 octobre 1939. Sous sa première forme, le Judenrat inclut des sionistes le député Apolinary Hartglas et le sénateur Mojżesz Koerner, Samuel Zygelbojm du parti Bund, Yitzhak-Meir Levin et Zysze Frydman du parti Agoudat, des membres du Conseil d’avant-guerre: les ingénieurs Marek Lichtenbaum et Stanisław Szereszewski, Meszulam Kaminer, Ajzyk Ber Ekerman, Beniamin Zabludowski, des avocats (Bernard Zundelewicz, Bolesław Rozensztadt et Edward Kobryner), un membre du syndicat des artisans (Leopold Kupczykier), un rabbin (Szymon Sztokhamer), des banquiers (Chaïm Szoszkies et Alfred Sztolcman), un membre du syndicat des commerçants (Abraham Gepner), le directeur de la Société pour la propagation du travail artisanal et agricole parmi les Juifs (Józef Jaszuński) et d’autres encore. Hartglas, Koerner, Szoszkies, Zygielbojm et Levin quittent la Pologne durant les premiers mois de l’Occupation. Ils sont aussitôt remplacés, car le Conseil juif doit toujours compter 24 membres
L’un des premiers ordres auquel doit obéir le Judenrat est d’établir le recensement de la population juive de Varsovie. Une liste est dressée le 28 octobre 1939. Selon celle-ci, il y avait alors à Varsovie 359 827 Juifs. Ce recensement facilite certainement dans une large mesure les réquisitions opérées dans les appartements et les pillages des magasins juifs, commencés dès l’automne 1939. Durant les opérations d’expulsion des Juifs, on leur ordonne souvent de quitter leur appartement sur-le-champ, de laisser tous leurs biens pour les nouveaux occupants des lieux : des fonctionnaires et des militaires allemands. Afin d’organiser ce pillage et d’en garder le contrôle, le gouverneur Ludwik Fischer met en place dans son service, le 23 janvier 1940, un département des Réquisitions et du Ravitaillement, dont le but est d’assurer aux fonctionnaires allemands arrivant à Varsovie un appartement meublé, des vivres, des vêtements, etc. À compter de ce moment, les Allemands se présentent de façon officielle devant le Conseil juif avec des exigences concrètes.
Du 11 novembre 1940 au 13 décembre 1941, Adam Czerniaków, habite au 11, rue Elektoralna à Varsovie.

#### Le ghetto de Varsovie
Czerniaków coorganise la résistance civile et les services sociaux, aide aussi à créer un service d'archivage clandestin du ghetto. Il est au courant du travail similaire d'Emanuel Ringelblum, Oyneg Shabbos, mais aucun de ces deux noms n'apparaît une seule fois dans son journal. Il est aussi en contact avec les mouvements clandestins de lutte, mais il s'oppose à tout plan de résistance armée. Il doit faire face aux exigences allemandes qui le convoquent sans arrêt, y compris la nuit. Il doit sans arrêt leur remettre des rapports. Par contre ses demandes de négociations restent sans suite. Il est battu à plusieurs reprises. Il ne se fait aucune illusion sur "le piège" qu'est le Judenrat. De fait, il est critiqué et méprisé par les habitants du ghetto à l'agonie. Les Allemands ont réussi à faire de lui un bouc émissaire.
En juillet 1942, les Allemands commencent la préparation des déportations massives du ghetto de Varsovie vers le camp d'extermination de Treblinka et le Judenrat reçoit l'ordre de fournir la liste des Juifs et les plans des habitations. Le 22 juillet 1942, le Judenrat reçoit des instructions que tous les Juifs de Varsovie vont être déportés vers l'est, à l'exception des Juifs travaillant dans des usines allemandes, des membres de l'hôpital juif, des membres du Judenrat et leurs familles, des membres de la police du ghetto et leurs familles.
Pendant cette journée, Adam Czerniaków est capable d'obtenir des exemptions pour une poignée d'individus, tels que les éboueurs, les maris des femmes travaillant dans les usines et quelques étudiants en enseignement professionnel. Malgré ses efforts, il ne parvient pas à obtenir l'exemption pour les orphelins de l'orphelinat Janusz Korczak. Les ordres suivants précisent que les déportations commenceront immédiatement à une cadence de 6 000 personnes par jour dont le Judenrat fournira la liste et qui seront parquées par la police juive du ghetto. Tout manquement conduira à l'exécution immédiate de quelques centaines d'otages, dont des membres du Judenrat ainsi que de la propre femme de Czerniaków.
Réalisant que les déportations signifient la mort, Czerniaków retourne plaider pour les orphelins. Après son échec, il retourne à son bureau, situé dans la rue Grzybowska et avale une des capsules de cyanure qu'il gardait pour une telle occasion, un jour après le début des déportations vers le camp d'extermination de Treblinka, le 23 juillet 1942. Avant son suicide, il écrit à sa femme et à un de ses collègues du Judenrat, expliquant : « Je ne peux supporter plus longtemps tout ce qui arrive. Mon acte montrera à chacun ce qui est la bonne décision à prendre ». Son suicide survient à un moment où les succès du troisième Reich semblent avoir scellé le destin de la guerre en Europe et annonceraient la mort en masse des vaincus. Il est remplacé par Marek Lichtenbaum.
Beaucoup, dont Emanuel Ringelblum, le considèrent comme un traître ; Mary Berg, une survivante des camps ayant été déportée du ghetto de Varsovie, en brosse un portrait plus noble et tragique.
Son journal contient des informations sur les problèmes dans le ghetto, les ordres reçus de l'occupant, des conversations, rencontres et ses propres expériences. Adam Czerniaków n'y a noté que des faits relatifs à sa fonction officielle, négligeant d'autres détails. À sa mort, son épouse, Felicja Czerniaków, les récupère et parvient à s'évader du ghetto avec l'aide d'amis. Elle est cachée pendant dix mois par Grabowska, puis chez le professeur Apolinary Rudnicki. Elle transmet les notes de son mari à l'institut Yad Vashem en 1964. Le journal est publié en 1979 et sa traduction en français parait en livre de poche en 2003.
Adam Czerniaków est inhumé dans l'allée d'honneur au cimetière juif de Varsovie. Des extraits du Livre d'Ézéchiel et du poème de Cyprian Kamil Norwid Qu'as-tu fait à Athènes, Socrates sont son épitaphe.
En 2001, Warner Bros. réalise un téléfilm sur le soulèvement du ghetto, 1943, l'ultime révolte (en anglais : Uprising), où l'acteur Donald Sutherland joue le rôle d'Adam Czerniaków.

## Œuvre
Carnets du ghetto de Varsovie (6 septembre 1939 - 23 juillet 1942) – traduction en français par Jacques Burko ; éditeur: La Découverte (13 mars 2003) ; collection: La Découverte/Poche 294 pages ;  (ISBN 978-2-707-13937-5 et 978-2-707-13937-5)